# Masbate (stad)

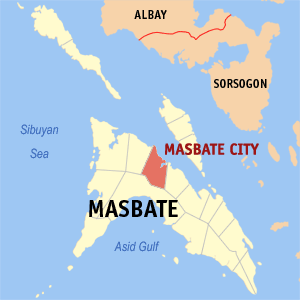
Staden Masbates läge i provinsen Masbate

Masbate (officiellt City of Masbate) är en stad i Filippinerna. Den är administrativ huvudort för provinsen Masbate i Bikolregionen och har 95 389 invånare (folkräkning 1 maj 2015).
Staden är indelad i 30 smådistrikt, barangayer, varav 21 är klassificerade som landsbygdsdistrikt och 9 som tätortsdistrikt.